# Маклеморсвил (Тенеси)
Маклеморсвил (енгл. McLemoresville) град је у америчкој савезној држави Тенеси.

## Демографија
По попису из 2010. године број становника је 352, што је 93 (35,9%) становника више него 2000. године.
| Група             | 2000.       | 2010.       |
| Белци             | 234 (90,3%) | 313 (88,9%) |
| Афроамериканци    | 16 (6,2%)   | 33 (9,4%)   |
| Азијати           | 0 (0,0%)    | 1 (0,3%)    |
| Хиспаноамериканци | 7 (2,7%)    | 0 (0,0%)    |
| Укупно            | 259         | 352         |